# Broxtowe (borough)
Broxtowe - dystrykt w hrabstwie Nottinghamshire w Anglii, w całości zaliczany do aglomeracji Nottingham. Stolicą jest Beeston. Ok. 109 tysięcy mieszkańców. Dystrykt stanowi również okręg wyborczy do Izby Gmin, od 1997 reprezentowany przez Nicka Palmera (Partia Pracy). W 2011 roku dystrykt liczył 109 487 mieszkańców.

## Miasta
- Beeston
- Eastwood
- Kimberley
- Stapleford

## Inne miejscowości
Attenborough, Awsworth, Beauvale, Bramcote, Brinsley, Chilwell, Cossall, Giltbrook, Greasley, Newthorpe, Nuthall, Strelley, Swingate, Toton, Trowell, Watnall.

## Współpraca
- Gütersloh, Niemcy